# Chiton jugosus
Chiton jugosus är en blötdjursart som beskrevs av Gould 1846. Chiton jugosus ingår i släktet Chiton och familjen Chitonidae. Inga underarter finns listade i Catalogue of Life.